# 徐邦道
徐邦道（1837年—1895年），名金锡，字见农，号邦道，以号行，四川涪州（今属重庆市涪陵区）人，清朝末年军事将领。其早年参加楚军和淮军，对太平军和捻军作战。光緒二年，署徐州鎮總兵。光緒十五年，任直隸正定鎮總兵。1880年调驻天津军粮城，1894年甲午战争时，率军在金州（今辽宁大连市金州区）、旅顺与日军奋战，后又于牛庄、营口等地继续作战，后病死。

## 生平

### 镇压太平天国
徐邦道为四川涪州人，行伍出身。咸丰五年(1855年)，由武童投效湖北军营，随楚军参与镇压太平天国，攻克汉阳有功，升千总。咸丰七年（1857年），随李孟群攻克英山、霍山，升守备，赏戴花翎。咸丰八年，攻克三仙庄，升都司。咸丰九年(1859年)，再次收复霍山县，以功晋参将，不久还本籍涪州筹备防务。
同治元年(1862年)，石达开攻涪州，徐邦道冲锋在前，夺取山梁，乘胜追击，攻占仰天窝，俘斩数千，因解围涪州有功，迁副将。同治二年（1863年）援救陕西汉中，俘获太平天国将领、瑞王蓝城春之弟，赐号冠勇巴图鲁。不久因汉中失守而被撤职。
同治三年（1864年），跟随杨鼎勋援救江苏，先后收复常州、湖州。同治四年（1865年），跟随郭松林、杨鼎勋从海路援救福建，收复漳州，肃清福建全境。在闽浙总督左宗棠的保荐下，官复原职。

### 镇压捻军
同治六年(1867年)，随淮军名将刘铭传镇压东捻军，在山东潍县斩敌两千，又在江苏赣榆大破起义军。得到湖广总督李鸿章的保举，以总兵记名。十一月，斩杀首王范汝增、列王许昌先等，生擒万余人，歼敌无数。十二月，捻军为漕运总督张之万所败，道员吴毓兰拦截残军，俘杀遵王赖文光。东捻军平定，论功以提督记名。
同治七年（1868年），随杨鼎勋击溃张宗禹于沧州减河桥口，西捻军平定。因功更勇号鉴僧额巴图鲁，赏正一品封典。同治八年（1869年），中原肃清，以总兵记名，领楚军入陕西援剿，驻防凤县、宝鸡，因功加提督衔，补甘肃中卫协副将。
同治十三年（1874年），擢江苏徐州镇总兵。光绪四年(1878年)，特旨擢提督。光绪六年（1880年），调驻直隶天津军粮城。光绪十五年（1889年），补授正定镇总兵。光绪二十年（1894年）正月，光绪帝赏赐如意一柄、御书寿字一方。

### 甲午战争
1894年8月甲午战争爆发，原旅顺守将宋庆赴防九连城，李鸿章别令姜桂题守旅顺，檄徐邦道助之。10月14日，日本第二军由辽东半岛花园口登陆。11月3日，开始向金州进犯。徐邦道认为金州为旅大（旅顺、大连）后路咽喉，金州失守，旅大难保，主张分兵往援金州，以固旅顺口后路。当时清军驻旅顺的六统领新旧三十余营，没有响应。不得已之下，徐邦道自率所部拱卫军步队三营赴金州御故。徐邦道至金州后，以兵单，一再要求驻大连湾守将赵怀业派兵支援。赵只派营官周鼎臣率步队两哨前往应付。
徐邦道至金州后，会合驻金州的练兵，在金州东路设防。督率部下昼夜赶修工事，分建堡垒于貔子窝至金州大道两旁山顶，以防御日军来路。五日上午，日军第二军第一师团第一旅团长乃木希典少将指挥两个大队的兵力，向徐邦道拱卫军阵地发起攻击。徐邦道指挥部下凭垒据守，进行反击。击伤日军第二大队副官大野尚义及士兵二人。激战三小时，日军退去。下午四时，日军再次发起进攻，又被击退。六日凌晨，日军占领了距拱卫军阵地前一千米的高地，用大炮向拱卫军两侧山顶堡垒猛轰，然后派步兵冲锋。激战两小时，徐军虽伤亡很重，但阵地仍屹立无恙。这时，由金州北路迂回进攻的日军第一师团本队，从后面抄袭徐军后路。敌众我寡，腹背受敌，徐邦道只得放弃东路阵地，率军退入城内固守。
日军占领东路阵地后，列炮于阵地上向金州城轰击。第一师团本队也集中三十六门大炮于城东北的三里庄，用排炮向金州城猛轰。“枪子弹药，坠落如雨”。接着，派工兵用炸药将北门爆破日军潮水般涌入城内。不久，东门也被攻破。徐邦道指挥守军与敌人展开激烈的巷战，因众寡不敌，最后徐邦道率队由西门和南门撤出，退往旅顺。七日，日军占领了大连湾。十七日，口军开始向旅顺口进犯。当得知日军即将进犯旅顺口时，徐邦道不顾金州新败，军士饥疲的困难，决定在日军进攻必经的道路上，组织伏击，打击敌人的嚣张气焰。十一月十五日拂晓，徐邦道率拱卫军开往旅顺北十公里的土城子一带进行埋伏。中午，在土城子南与日军的搜索骑兵队相遇，徐邦道指挥部下奋勇出击，打退了日军，首战告捷。但因徐军在金州新败，行帐辎重遗失，粮草缺乏。“其步卒非回旅顺不能一饱”，只好放弃阵地，退回旅顺就食。
十七日，徐邦道为了主动出击进犯之敌，会同姜桂题、程允和所部马步五千人，再往土城子迎战。十八日，在土城于附近包围了日军骑兵搜索队、步兵第三联队第三中队等部，予以迎头痛击。打得日军“诸队陷于悲惨苦境”，“苦战之状，实非笔墨所能尽述”。最后，来不及收拾战场上的尸体，向营城子方向狼狈溃逃而去。
徐邦道指挥的土城子反击战是甲午战争爆发以来清军的一次重大胜利。日军被击毙将卒十一人，负伤三十五人。沉重地打击了日军骄横不可一世的气焰，粉碎了日军不可战胜的神话。日军被迫承认土城子战斗的失败，是对“日本军队最有效刺激的良药”，表示今后对清军“决不能妄加蔑视，战阵必须慎重戒备”。在十一月二十一日的旅顺口保卫战中，徐邦遭率拱卫军负责守卫鸡冠山堡垒。当日军向阵地进犯时，徐邦道指挥部下。顽强抗战”。激战一小时，击毙第十四联队第一大队长陆军少佐花冈正贞及日兵多人。但这时日军已攻破了鸡冠山西侧的椅子山、松树山、二龙山诸堡垒。徐邦道孤军难守，被迫率军退入市区。午后，日军在占领旅顺后路各堡垒后，突入市区。双方进行了激烈的巷战，清军死伤惨重。当晚，徐邦道、张光前、程允和等率残部乘黑夜沿南关岭退往金州。翌晨，旅顺口陷落。
旅顺口失陷后，徐邦道率溃卒走金州依宋庆。不久褫职。1895年1月10日日军攻盖平，宋庆令徐邦道率军往援，军未至而盖平已失。徐邦道与章高元合力反攻，未克。二月二十一日，清军第四次反攻海城，宋庆调徐邦道拱卫军进攻大平山。之后，又与吴大瀓等五攻海城，均不克。三月五日，日军发动辽河下游战乱徐邦道率军在牛庄、田庄台继续抵抗。不久《马关条约》成，甲午战争结束。

### 病逝
光绪二十一年(1895年)，徐邦道病逝于军营。将军依克唐阿、长顺请奏，诏复原官。兄徐邦辅，妻周氏，子江西泰和知县徐国俊、徐国祥、候补知府徐国厚，亦徐韩、徐韡。侄徐定安。